# 桐谷美玲
桐谷美玲（日语：／ Kiritani Mirei */?，1989年12月16日—）是日本女性模特兒、演員及電視藝人，千葉縣出身，此外亦是時尚雜誌〈GINGER〉與〈BAILA〉的專屬模特兒。

## 來歷
2005年（平成17年），高中1年級的時候，被發掘為「千葉NO.1美少女」(「千葉のナンバーワン美少女」)，並在電影《春の居場所》初次亮相。在家鄉千葉就讀高校時是欖球社的經理人。
2006年（平成18年），在《吉祥天女》中，初次出演電視劇。
電視劇演出作品包括《女帝 薰子》、《是澄還是蓳》、《有喜歡的人》、《俗女進化論》等劇；電影演出作品則包括《女主角失格》、《Revenge Girl》等片。此外，她也先後擔任〈Seventeen〉、〈non-no〉、〈GINGER〉、〈BAILA〉雜誌專屬模特兒，並活躍於廣告、配音、廣播等領域。多元發展的她，並在2011年（平成23年）以歌手身份出道推出個人單曲，甚至在晚間新聞節目《NEWS ZERO》擔任主持工作。

## 演出作品

### 電影
- 春天的下落（日语：春の居場所）（2006年）
- 紅色文化住宅裡的初子（日语：赤い文化住宅の初子）（2007年） 山口役
- 同級生（日语：同級生 (2008年の映画)）（2008年）飾演 早川希實
- 體育館Baby（日语：体育館ベイビー）（2008年）飾演 早川希實
- 山形尖叫（日语：山形スクリーム）（2009年）飾演 鏑木宙子
- 是誰吻了我（日语：誰かが私にキスをした）（2010年）飾演 ユミ
- 音樂人（日语：音楽人）（2010年）飾演 水野詩音
- 只想告訴你（2010年）飾演 胡桃澤梅
- 基因華爾茲（2011年） - 青井ユミ 役
- 心動舞台（日语：ランウェイ☆ビート）（2011年） - 立花美姫 役
- 乱反射 (2011/8/6公開） - 嘉瀬志摩 役
- SNOWFLAKE(2011/8/6公開） - 真乃 役
- 白兔玩偶（2011年夏公開） - 河地カズミ 役
- 荒川爆笑團（2012年春公開） - ニノ 役
- 逆轉裁判（2012年2月11日上映） - 綾里真宵 役
- 使者(2012/10/6公開)日向キラリ役
- 巴黎鞋奏曲（日语：新しい靴を買わなくちゃ）(2012年10月)八神鈴愛役
- 100次的哭泣（日语：100回泣くこと）(2013年6月22日公開)ヒロイン役
- 朝晝晚（日语：あさひるばん）（2013年11月29日公開） - 有三子 役
- 白色榮光FINAL 地獄犬的畫像（2014年3月29日公開） - 別宮葉子 役
- 女子戰隊（2014年6月7日公開） - 赤木直子 役
- 暗殺教室（2015年3月21日公開）-雪村老師 役
- 吸血鬼之戀（2015年4月17日公開）-紀伊拉 役
- 女主角失格（2015年9月19日公開）-松崎羽鳥 役
- 暗殺教室-卒業篇 (2016年3月25日公開) -雪村老師 役
- Revenge Girl (2017年12月23日公開) -寶石美輝 役

### 電視劇
- 吉祥天女（2006年4月 - 6月，朝日電視台）飾演 麻井由似子
- ショートフィルム道 東京少女 #4「ヤドカリ少女」（2006年，BS-i）主演．飾演 カズエ
- 怪談新耳袋 第5系列（2006年、BS-i）主演．飾演 佐藤凛役
- 真實的恐怖故事「6番の部屋」（2006年8月22日，富士電視台）飾演 長澤美奈子
- 風の来た道（2007年1月6日，NHK）飾演 白石文江
- 恋する日曜日 第3系列「レンズ越しの恋」（2007年1月27日，BS-i）主演．飾演 三ノ宮なつき
- きらきら研修医 第7話（2007年2月22日，TBS）
- 花樣少年少女（2007年7月 - 9月，富士）飾演 尼崎カンナ
- 星期六Premium 出るトコ出ましょ!（2007年9月22日，富士）飾演 藤野麻里子
- NTT DoCoMo特別電視劇 Chance！～她成功的理由～（2009年3月7日、14日，富士）飾演 蛯原亜梨沙
- 歸來了嗎？33分偵探 第11話（2009年4月4日，富士）飾演 倉吉紀美
- LOVE GAME 第9話（2009年6月18日，讀賣電視台·日本電視台）飾演 大塚穂波
- 粉紅系男孩〜夏〜（2009年8月 - 9月 ，富士）飾演 小針田雅
- 粉紅系男孩〜秋〜（2009年10月 - 11月 ，富士）飾演 小針田雅
- 第9回テレビ朝日21世紀新人シナリオ大賞「臨月の娘」（2010年3月6日，朝日）飾演 真野千鶴
- 女帝 薰子（2010年4月 - ，朝日）主演・飾演 西村紗也
- 彩虹閃耀夏之戀 (2010年7月 - 富士) 飾演 宫瀨櫻
- THE MUSIC SHOW（2011年1月2日、日本） 飾演 山崎薰
- 荒川爆笑團（2011年7月 - 、毎日・TBS） 飾演 小珊
- HUNTER～那些女子，賞金獵人～ （2011年10月11日 - 富士）飾演 小純
- 工作大未來—從13歲開始迎向世界 (2012年1月13日 - 朝日) 飾演 真野翔子
- シニカレ(2012/5/28～-NOTTV) 飾演 榎本ルリ子
- GTO麻辣教師：熱血回歸(2012/10/2-KTV・CX系) 飾演 藤崎志乃美
- あぽやん～走る国際空港（2013年1月スタート-TBS系) 飾演 森尾晴子
- ラブ・スウィング～色々な愛のかたち～主演(2012/12/20スタート-BeeTV) 飾演 柄谷里穗
- 特別ドラマチープ・フライト出演(2013年3月1日 - 日本) 飾演 倉持友花
- 破案天才伽利略-第二季第五章 飾演 磯谷春菜、三上若菜
- 齊藤太太2（2013年7月－9月、日本） 飾演 山內摩耶
- A.I.人工智慧男友 飾演 神祕美少女(THE LAST QUEEN)
- 軍師官兵衛（2014年2月 - NHK） 飾演 驔詩（達盻）
- 死神君 （2014年4月 - 朝日） 飾演 審判官
- プレミアムドラマ 終の棲家（日语：終の棲家 (仙川環)）（2014年7月20日・27日放送予定NHK BSプレミアム） 飾演 麻倉智子
- 真實的恐怖故事 15週年特別篇 (2014年8月16日 富士) 飾演 滝本理沙
- 靈異教師神眉 (2014年10月-12月、日本) 飾演 高橋律子
- 內衣白領風雲（日语：アンダーウェア (ドラマ)）/內衣之心（2015年9月－2016年1月、富士製作、Netflix）飾演 時田繭子
- 是澄還是堇 （2016年2月－2016年3月、朝日）飾演 如月堇（澄）
- 有喜歡的人 好きな人がいること（2016年7月－ 9月，富士電視台）飾演 櫻井美咲
- 外貌協會100%（2017年4月－ 6月，富士電視台）飾演 城之內純
- 民眾之敵～這世道，不是很奇怪嗎！？～（2017年10月－ 12月，富士電視台）飾演 電話客服

### 電視節目
- 鬧鐘電視「早耳少女（日语：イマドキ#歴代早耳ムスメ一覧）」（2006年10月－2007年3月，富士電視台）一角
- 激モテ!セブンティーン学園（日语：激モテ!セブンティーン学園）（2009年7月-，S-TBS）MC
- 森田一義時間 笑一笑又何妨！（2009年8月17日，富士電視台）
- NEWS ZERO（2012年4月3日－2018年9月25日，日本電視台） - 星期二輪值主播
- news every.（2024年3月25日－，日本電視台） - 星期三、四輪值助理主播[1]

### 配音
- 《名侦探柯南：第11位前锋》声演 香田薰
- 《勇者鬥惡龍 英雄集結 闇龍與世界樹之城》声演 梅雅

### 手機網站
- Teddy bear（2008年，魔法のiらんど）主演．飾演 鈴木晴奈

### PV
- ひいらぎ 「かけら」（2009年8月26日）
- KG「いとしすぎて duet with Tiara」 PV主演

### 雜誌
- Seventeen（2006年16號 -2011年12月號 ，集英社）專屬模特兒
- non-no （2012年3月號 - 2015年6月號，集英社）專屬模特兒

### 寫真集
- 美玲さんの生活。 集英社 発売（2009/08/18）
- 美玲さんの生活。super! 集英社 発売（2011/01/28）
- CINEMA×桐谷美玲 Making of 「乱反射 and スノーフレーク」 角川学芸 発売（2011/07/28）
- 桐谷美玲2013年カレンダーフォトBOOK 集英社 発売（2012/10/12）
- 桐谷美玲寫真集「失戀、旅行、巴黎。」 講談社 発売（2014/12/11）
- Photo ＆ Style Book『zukan』 集英社 発売（2019/12/13）

### 廣告
- 牛奶咖啡（2006年－，グリコ乳製品業）
- 2007秋の火災予防運動ポスター
- 進研發表會高中講座（2008/2～4）
- NTTドコモ「STYLE JUMP UP！マキ」篇（2010年）
- 「PARCO SWIM DRESS」キャンペーンモデル(2010年)
- ブルボン「アーモンドラッシュ」（2010/9～2012/8）
- ニンテンドーDSソフト「マリオVSドンキーコング突撃！ミニランド」（2010/11～2011/1）
- ニンテンドーDSソフト「ポケットモンスターブラック・ホワイト」（2010/12～2011/2）
- 東京ガス「ガス・パッ・チョ！」（2011/1～2012/9）
- サントリー「ペプシドライ」(2011/5～8)
- エースコック「はるさめシリーズ」（2011/8～2012/8）
- 三井住友海上あいおい生命「＆LIFE」(2011/10～)
- ジャストシステム　イメージキャラクター(2011/12～2012/12)
- コーセー｢Fasio｣(2012/1～)
- ダイハツ　キャンペーンCM｢乗るほど！木になる！試乗会 店長室篇｣(2012/1～6)
- グンゼ「BODY WILD」イメージキャラクター(2012/1～12)
- アサヒ飲料｢フォション　オテマエド　パリ｣(2012/1～12)
- アサヒ飲料｢アップルネクターティー｣(2012/3～12)
- ダイハツ｢ミラココア｣(2012/4～)
- ライオン｢アクロン｣(2012/9～)
- キヤノン｢PIXUS｣(2012/10～)
- ブルボン「ブリリアントトリュフ」(2012/10～)
- 東建コーポレーション「ホームメイト」イメージキャラクター(2012/12～)
- コーセー｢HAPPY BATH DAY Precious Rose｣イメージキャラクター(2013/1～)
- ブルボン「プチシリーズ」(2013/3～8)
- 2013年度消防試験研究広報ポスター(2013/4～2014/3)
- 武田薬品工業「アリナミンRオフ」(2013/4～)
- サッポロ｢極ZERO｣(2013/6～)
- 建設業労働災害防止ポスター(2013/9～10)
- 「COCODEAL」イメージキャラクター(2013/9～12)
- コーセー「メンズソフティモ」(2013/10～)
- PUMA「PLAY TIME」キャンペーンキャラクター(2013/11～2014/10)
- ブルボン「ビスケットシリーズ」(2014/1～)
- 平成26年経済センサス　基礎調査商業統計調査イメージキャラクター(2014/1～)
- ジェットスター（2014/2～）
- 青山商事「NEXT　BLUE」イメージキャラクター(2014/2～）
- ポッカサッポロフード＆ビバレッジ「ＧＲＥＥＮ ＳＨＯＷＥＲ」(2014/4～）
- コーセーコスメニエンス「ネイチャー アンド コー」イメージキャラクター（2014/8～）
- ウエニ貿易「エンジェルハート（ANGEL HEART）︎」イメージキャラクター（2014/11～）

### 海報
- 秋天的全國火警預防運動 海報（2007年，全國消防協會）

### 舞台
- 新‧幕末純情傳（日语：幕末純情伝）（2012年7月12日－22日，Theatre Cocoon（日语：シアターコクーン）) 飾演：沖田總司
- 飛龍傳21～殺戮之秋（2013年10月5日－20日，青山劇場（日语：青山劇場）) 飾演：神林美智子

### 廣播節目
- 南澤奈央的真實愛戀（2008年10月26日、2008年11月2日放送）
- 《RECOMMEN!（日语：レコメン!）》（2010年4月6日－2015年3月25日，文化放送） - 「桐谷美玲的Radio桑。（日语：桐谷美玲のラジオさん。）」單元

## 外部連結
- （日語） 所屬事務所網站
- （日語） 桐谷美玲Official Blog （页面存档备份，存于）
- （日語） 桐谷美玲的Instagram帳戶
- （中文） 桐谷美玲的星志时间轴 （页面存档备份，存于）